# Araneus cohnae
Araneus cohnae là một loài nhện trong họ Araneidae.
Loài này thuộc chi Araneus. Araneus cohnae được Herbert Walter Levi miêu tả năm 1991.